# Castillo del Morro
Castillo de los Tres Reyes Magos del Morro, ou simplesmente Castillo del Morro, é uma pitoresca fortaleza colonial construída em 1589 pelo Império Espanhol para proteger a região de Havana. O responsável foi o engenheiro italiano Juan Bautista Antonelli e o nome foi inspirado pelos Três Reis Magos, da Bíblia. Em 1762, o forte passou para o controle dos ingleses, durante o Cerco de Havana, o que levou os espanhóis a erguerem outra fortaleza em La Cabaña. 